# جون هابارد (سياسي)
جون هابارد هو طبيب وسياسي أمريكي، ولد في 22 مارس 1794 في Readfield, Maine ‏ في الولايات المتحدة، وتوفي في 6 فبراير 1869 في هلوويل في الولايات المتحدة. نشط حزبياً في الحزب الديمقراطي. وقد انتخب حاكم مين ‏ (8 مايو 1850 – 5 يناير 1853).